# Leptotroga rufalia
Leptotroga rufalia là một loài bướm đêm trong họ Noctuidae.